# Proteïna d'unió a oligopèptids (OppA)
La proteïna d’unió a oligopèptids o OppA és una proteïna capaç de captar oligopèptids del medi. Forma part del complex de l'enzim oligopèptid-permeasa (OPP), present en procariotes.

## Genètica i síntesi
L’OppA és codificat pel gen oppa, que és un cistró (segment d’ADN que especifica una cadena polipeptídica) de l'operó opp. L'operó opp està format per cinc gens –oppA, oppB, oppC, oppD i oppF- que codifiquen tots els components de l'enzim oligopèptid-permeasa com a proteïnes independents. El cistró oppA es pot trobar (en direcció 5') tant en primera com en darrera posició, variant segons l'espècie. El fet que tots els gens codificant les proteïnes que conformen l’OPP formin part d’un únic operó implica que la transcripció es dona sempre de manera conjunta, generant-se les proteïnes separades en la traducció dels diferents cistrons.
S’ha seqüenciat l’operó opp i el cistró oppA en algunes espècies de bacils. De vegades, un mateix organisme pot presentar diverses còpies, amb variacions, de l’operó opp en el seu genoma.

### Regulació de l'expressió
No es coneix molt bé la via de regulació de l'expressió gènica de l'OppA, però se sap que el conjunt de gens de l'opp es transcriuen com un únic operó, i que l'oppA té un promotor independent que influeix en la transcripció.
Com ja s'ha explicat anteriorment, l'operó opp està format per cinc gens diferents: oppA, oppB, oppC, l'oppD i l'oppF. Fruit de la realització de diferents anàlisis, es coneixen, en Moxarella catarrhalis, dos promotors que participen en l'expressió: un localitzat a la zona davant d'oppB en direcció 5', i l'altre entre oppF i oppA, essent oppA el darrer operó. Aquest segon operó contribueix exclusivament a la transcripció d'oppA, i no està influït per les mateixes condicions ambientals (temperatura i xocs de fred) que el promotor que es troba a la part superior de l’oppB, i que permet la transcripció seriada de tots els gens de l'operó. D'altra banda, aquest segon promotor es veu afectat per la presència de pèptids.

## Estructura molecular
L'OppA pertany al grup de les proteïnes que tenen una làmina β mixta en cada un dels dominis, la mobilitat de les cadenes de les quals segueix un patró d'encreuament.
Es diferencien 3 dominis dins d'OppA:
- Domini I o N-terminal: compost per 3 segments polipeptídics amb 1 làmina β, 9 hèlices α i 4 310 hèlices.
- Domini II o intermedi: compost per 2 segments polipeptídics amb 1 làmina β, 3 hèlices α i 3 310 hèlices.
- Domini III o C-terminal: compost per 5 segments polipeptídics amb 1 làmina β, 3 hèlices α i 3 310 hèlices.

Els dominis I i III són estructuralment (però no seqüencialment) anàlegs a altres proteïnes d'unió al substrat periplasmàtiques i presenten estructures que tanquen el lligand. El domini II, en canvi, és una estructura única d'OppA. És format per dos llaços beta i forma pocs contactes amb el lligand. L'existència d'aquest domini intermedi, sense funció coneguda, d'uns 120 residus d'aminoàcid de llargària, explica la major mida d'OppA respecte a les proteïnes similars que contenen només anàlegs dels dominis I i III.
El domini I consisteix en 3 segments separats de cadena polipeptídica, a més a més de tenir una làmina β central de 7 cintes. El segment N-terminal forma una bobina aleatòria de 14 residus abans de formar la cadena central de la làmina 1, que és seguida per un colze que inclou residus importants per als contactes del lligand.
El domini II és format per un segment polipeptídic contigu que inclou els residus 45-168. Comprèn una làmina β de 4 cadenes, amb una de les seues cares exposada al dissolvent i l'oposada coberta per dues hèlixs α i connectant els segments en un nucli altament hidrofòbic. Això es deu principalment a la composició d'aminoàcids en cada una de les cares de la làmina β i les seves respectives interaccions amb l'aigua; és a dir, la primera conté aminoàcids hidròfils, mentre que la segona en conté d'hidròfobs. A més a més, cal destacar que la làmina β no s'organitza seguint el motiu habitual β-α-β de les proteïnes d'unió, sinó que consisteix en dos parells de cadenes connectats per forquilles β.
El domini III conté una làmina β mixta de 5 cadenes, l'extrem final de la qual coincideix pràcticament amb el començament de l'última cadena de la làmina β del domini I.

### Unió al lligand
Quan l'OppA mostra el lloc d'unió al lligand, es diu que es troba en conformació oberta, i en cas contrari, es troba en conformació tancada. S'han determiant 5 estructures diferents en la conformació oberta de l'OppA. Les cinc són molt similars en l'aspecte molecular (RMSD 0,29-0,62 Å), i l'única diferència que presenten entre la conformació oberta sense lligand i amb lligand és la presència del lligand en el darrer. En la conformació oberta, els dos dominis principals (I i III), es troben separats, deixant la cavitat d'unió a lligand accessible al dissolvent. La relació entre aquesta conformació i la tancada és una rotació rígida del cos sencer d'aproximadament 19° respecte la regió frontissa (domini II). Això es deu principalment a canvis en l'angle de la torsió de l'esquelet (backbone) de dos residus: Ala299 que canvia els angles φ en 5° i ψ en 19° i Met542 canvia els mateixos angles en 12° i 4°, respectivament. En la conformació oberta exposa els residus que són importants per al lligand d'unió al dissolvent, però en aquesta conformació les interaccions amb pèptids solament són aportades pel domini II, amb el CO i NH dels grups Ser472 i Ser474 de l'esquelet, essent capaços de formar 3 ponts d'hidrogen amb pèptids
El lloc d'unió de l'OppA es troba inaccessible al dissolvent. D'aquesta manera, la unió estreta de pèptids es deu a contactes entre cadenes principals, el lligand formant interaccions antiparal·leles com les de les làmines β amb una cadena estesa de la làmina 3 en un costat i interaccions del mateix tipus amb el colze del domini I en l'altre. Tots els àtoms de la cadena principal estableixen també un potencial de ponts d'hidrogen entre tripèptids. La majoria de contactes de lligand de la cadena dorsal són establerts pel domini III.
L’OppA també es pot unir amb lípids del tipus glicosilfosfatidilinositol, formant una glicoproteïna unida a N amb alguns crabohidrats, que és probable que també continguin manosa, ja que té les bases de seqüència necessàries per poder realitzar la unió.

### Estructura primària i conservació
Fins al moment s'han seqüenciat molècules d'OppA provinents de 5 organismes procariotes diferents: Escherichia coli, Bacillus subtilis, Salmonella typhimurium, Lactococcus lactis, i Haemophilus influenzae. En tots els casos, la llargada de la cadena és d'entre 541 i 600 aminoàcids, incloent el pèptid de senyalització, que osci·la entre els 20 i 26 aminoàcids. De totes maneres, un alineament de les proteïnes mostra clarament que, malgrat tenint un mateix origen, la identitat del conjunt de 6 proteïnes sols és del 10,048 %, tenint 63 posicions idèntiques i 149 de similars, determinant així que, malgrat hagin seguit diferents línies d'evolució en diferents organismes, la funció ha romàs la mateixa.

## Funció

### Importació activa d'oligopèptids

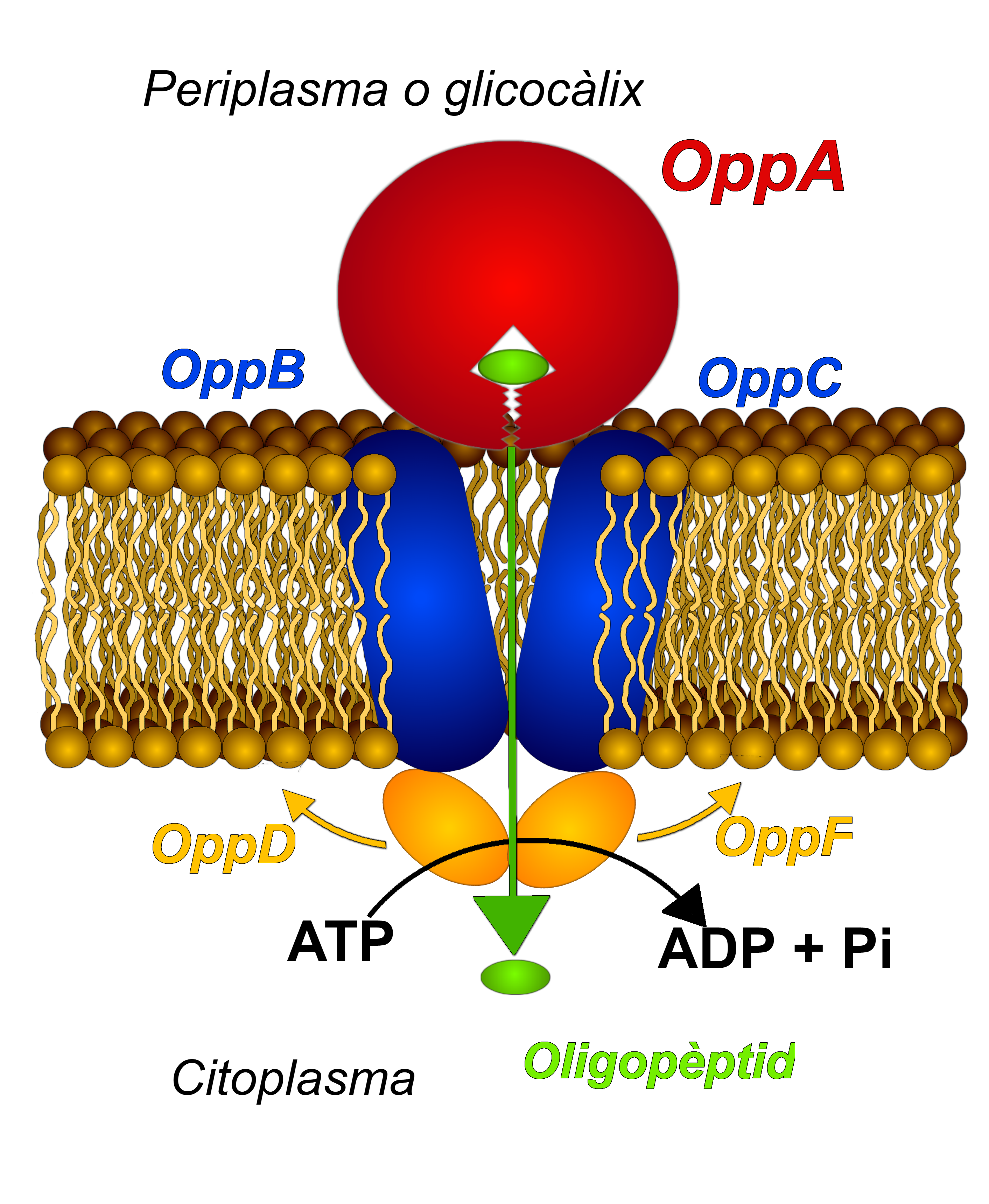
Esquema del funcionament del transportador OPP, amb la proteïna OppA, sobre la cara externa de la membrana plasmàtica, representada de color vermell realitzant la seva funció d'unió als oligopèptids.

L’OppA forma part de l'enzim OPP, un transportador ABC que consistitueix el sistema de transports d'oligopèptids OppABCDF que importa oligopèptids del medi extern a l’interior de la cèl·lula mitjançant el consum d’energia per hidrolització d'ATP en ADP i fòsfor inorgànic. L’OPP és formada per cinc proteïnes (OppABCDF), seguint l'estructura normal dels transportadors ABC, amb dues proteïnes transmembrana homòlogues que formen el porus de translocació (OppB i OppC) i dues d’unió a nucleòtids i d'hidròlisi que aporten l'energia necessària per al transport -és a dir, a l’ATP-, (OppD i OppF), mentre que OppA determina l'especificitat del sistema, tenint la funció d’unió al substrat, és a dir, l’oligopèptid.
L’agrupació entre el substrat dels oligopèptids i les proteïnes es dona per un mecanisme que es pot comparar al d'una Venus atrapamosques: el lligand s’uneix a l'espai entre els dominis I i III, i un cop produïda aquesta unió, la proteïna es tanca de manera que el substrat queda tancat a l'interior de l'OppA. D'aquesta manera, la superfície de la proteïna es manté inalterada independentment de l'oligopèptid al qual estigui unit. Es produeixen diversos tipus d'enllaços febles (ponts d'hidrogen, ponts salins, etc.) que permeten la unió temporal de l'oligopèptid a l'OppA dins de diverses "bosses" o "butxaques" formades per radicals laterals apolars en la zona més propera a l'esquelet de la proteïna.
Els pèptids són una font important d’aminoàcids, i són utilitzats per a la senyalització cel·lular. Alguns bacteris, com Borrelia burgdorferi, una espiroqueta, tenen un nivell baix de transportadors d’aminoàcids i una quasi incapacitat per a sintetitzar aminoàcids de novo, així doncs, utilitzen el sistema de transport Opp per suplir les seves necessitats d’aminoàcids.

#### Transport de pèptids tòxics
A més a més de la seva funció d'importar oligopèptids a l'interior de la cèl·lula, també pot transportar pèptids tòxics. S'ha estudiat exhaustivament en els bacteris E. coli i S. typhimurium, ja que les proteïnes Opp d'aquests dos organismes són capaços de transportar la faseolotoxina, un tripèptid fitotòxic produït pel Pseudonoma syringae. Inhibeix l'ornitina transcarbamilasa, essent tòxic tant per les plantes com per als bacteris. En la E. coli, s'ha observat com la proteïna OppA és usada pel mateix organisme per contrarestar i induir la resistència a antibiòtics aminoglucòsids. El mecanisme consisteix en una mutació sense sentit (nonsense mutation) o disminucions de la síntesi d'OppA a nivell translacional. Encara que no s'ha demostrat experimentalment, es suggereix que els antibiòtics aminoglucòsids entren als bacteris mitjançant el sistema de transport Opp.

#### Especificitat de la unió a pèptids
La selecció de pèptids és duta a terme per part del sistema de transport ABCDF. L'especificitat del sistema OPP ve determinada pel terminal OppA, el qual realitza la unió amb el pèptid. L’afinitat entre el pèptid i la proteïna d’unió varia segons les interaccions electroestàtiques i els enllaços d'hidrogen establerts. Els contactes es solen establir amb carboni unit per doble enllaç a un oxigen (C=O) i per un nitrogen unit a un hidrogen per enllaç simple (N-H), els quals faciliten la unió a pèptids per les seqüències independents.
D'aquesta manera, la proteïna comprèn un ampli espectre de substrats, essent capaç d'unir-se amb pèptids de llargades d'entre 4 i 35 residus sense cap preferència aparent per la seqüència. Aquest fenomen es deu a les estructures cristal·lines de la proteïna en conformació de lligands oberts i tancats, les quals provoquen variabilitat en el grau d'accesibilitat per a la interacció d'altres molècules. No obstant això, la composició d'aminoàcids participa en el procés de selecció, com en el cas del Lactococcus lactis, en què s'ha determinat una preferència per pèptids rics en prolina contenint almenys una isoleucina. Aquesta preferència variaria segons l'organisme.
La idea que la unió entre els pèptids i l'OppA es fa amb un únic registre, mitjançant un enllaç entre la butxaca hidrofòbica de l'OppA i la cadena lateral del pèptid hidrofòbic, ha sigut substituïda per una de nova. Ara es creu que els pèptids es poden unir a diferents registres dins la cavitat d'enllaç, per tal d'evitar tenir una cadena lateral desfavorable i definida a la butxaca hidrofòbica.
Després de la identificació d'una proteïna de membrana associada a una cèl·lula, la S. solfatarius, podem entendre millor la unió específica de la OppA a pèptids. La OppA és la primera proteïna funcional demostrada a la proteïna d'unió S. solfatarius essent així una oligopeptid-binding protein real.
Això és degut al fet que la OppA i la S. solfatarius presenten una gran semblança quant a activitat i especificitat, a més que tenen un 40% de la seqüència semblant. També cal tenir en compte la preferència de la S. solfatarius cap a pèptids no polars ni carregats en les 4 primeres posicions.
Continuant amb la similaritat, les cadenes laterals de les dues proteïnes, a la posició 2 encaixa amb una "butxaca" hidrogenada. Les conformacions que no están hidrogenades estàn restringides a enllaçar-se. És per axiò que les molècules d'aigua actúen com a adaptadores flexibles, combinant víncles afectius d'hidrogen de la proteïna i el lligand protegint, així, càrregues que pugui tenir l'altre lligand amagat.
Per tant, sabem que la OppA té una forma d'utilitzar l'aigua per tal d'ampliar el repertori del lloc d'unió, és a dir, utilitza l'aigua per ajudar a unir lligands entre ella mateixa i l'oligopèptid i fer que siguin molt selectius.

### Funcions com a xaperona
Mitjançant una selecció genètica de la cèl·lula, s'han generat soques bacterianes amb una capacitat millorada de plegament periplasmàtic. S'ha vist que sobreexpressen diverses proteïnes d'unió entre les quals hi trobem l'OppA, les quals prèviament no havien actuat mai com a xaperones, però que en aquestes situacions concretes corregeixen l'estructura proteica mal plegada i l'estabilitzen. En el bacteri E. coli, s'ha observat que l'OppA té intervé en el procés de renaturalització de les proteïnes després d'haver estat sotmeses a una situació d'estrés. In vitro, la OppA actua com a promotor del plegament del citrat sintasa i la α-glicosidasa després d'haver estat desnaturalitzats per un medi d'urea, evita l'agregació del citrat sintasa i el lactat deshidrogenasa en condicions d'altes temperatures, i inhibeix l'agregació de la α-lactoalbúmina induïda pel ditiotreitol (DTT). Aquesta funció es realitza tant en forma lligada i lliure de la E. coli, de manera que el plegament de proteïnes i la protecció envers l'estrés es consideraria com una funció sumada a la del transport.

### Altres funcions
OppA és una proteïna multifunció. A banda de la seva funció principal en la captació d’oligopèptids, també té un paper en la citoadherència d’alguns procariotes, com ara Mycoplasma hominis. També s’ha hipotetitzat que OppA jugaria un paper rellevant dins la comunicació cel·lular per mitjà de sinapsis químics de caràcter peptídic, afectant respostes al medi tals com l’activació de certs gens segons la densitat de la cultura bacteriana o la quimiotaxi.
També s’ha proposat un paper de l’OppA en la captació d’ATP per a la seva hidrolització com a part d’aquest transport actiu.

## Biologia

### Presència en procariotes
La localització de les subunitats de les proteïnes d'unió a oligopèptids (OppA, OppB, OppC, OppD, i OppF) varia segons el tipus de paret cel·lular del bacteri. Si es tracta d'un bacteri gramnegatiu, es troben en l'espai periplàsmic, mentre que en un bacteri grampositiu es troben ancorades a la membrana a través d'una lipomodificació al terminal NH₂, permetent-la ser classificada com una lipoproteïna. Degut a la situació en què es troben, la mobilitat de les proteïnes es troba altament limitada, facilitant així la interacció amb els sistemes de transport. En els bacteris grampositius, les proteïnes sofreixen tres modificacions que tenen lloc fora de la membrana: la formació d'un enllaç tioéster entre el terminal N de la cisteïna i el diacilglicerol, el tall del pèptid de senyalització per part d'una lipoproteïna específica de senyalització, i la N-acilació del terminal N de la cisteïna amb fosfolípids.

### Importància mèdica

#### OppA com a vector farmacològic
S'ha proposat l'ús de la proteïna OppA per a encapsular fàrmacs aprofitant el mecanisme de "Venus atrapamosques" que embolica els oligopèptids, funcionant com un "cavall de Troia" dins les cèl·lules diana.

#### Virulència

##### Citoadherència i creixement bacterià
Diversos estudis han relacionat la presència d'aquesta proteïna amb la patogenicitat de diversos bacteris, com ara Brucella abortus i de B. suis, causants de la brucel·losi.Així mateix, en Streptococcus suis, OppA afavoreix l'adherència a les cèl·lules humanes en estudis de laboratori, necessària per a l'estadi primerenc de la infecció, i igualment és clau per al creixement de la població bacteriana, probablement perquè ajudaria a absorbir feromones necessàries per a autoinduïr el creixement bacterià, car hi ha altres sistemes pels quals el bacteri podria adquirir els mateixos nutrients que adquireix a través del sistema OPP i, en conseqüència, aquesta no en podria ser la causa. Aquests dos aspectes, citoadherència i creixement bacterià, són importants en la letalitat de la infecció per S. suis, de tal manera que aquesta es veu altament reduïda en estreptococs amb l'OppA mutat.

##### Relació entre l'expressió d'OppA i la resistència als antibiòtics aminoglucosídics
Hi ha una relació entre l'expressió d’oppA, el metabolisme de les poliamides i la resistència aminoglicosídica.
Quan es produeix una mutació en el gen oppA, aquesta és de tipus pliotròpica, és a dir, que implica a diversos caràcters diferents. L’afectació de la mutació varia segons l'espècie bacteriana, podent ocasionar interferències tant a nivell d’adhesió entre proteïnes i teixits, com de comunicació cel·lular o d’expressió del mateix oppA.
L'expressió d'oppA està regulada pels grups de poliamides intracel·lulars. Aquestes poliamides tenen un paper important en la síntesi de proteïnes i àcids nucleics, i ajuden a estabilitzar estructuralment molècules com l’ARN i l’ADN. Quan hi ha un desequilibri en el metabolisme de les poliamides, poden passar dues coses:
- Si es redueix la producció de poliamides, disminueix l'expressió de l’OppA, i com a conseqüència, la resistència a aminoglucosídics es veu incrementada.
- Si augmenta la quantitat de poliamides (ja perquè es sintetitza més o perquè s’incorporen d’exògenes) es produeix l'efecte contrari.

Això és així perquè les poliamides participen en la captació de pèptids mitjançant l'expressió d’OppA, i aquesta és més reduïda en alguns bacteris resistents a aminoglicosídics, el que porta a pensar que aquest sistema de transport, l’OppA, pot tenir un paper important en el transport actiu de l’aminoglucè, fent variar la resistència als antibiòtics d’aquest tipus, i que les poliamides podrien intervenir en la permeabilitat als antibiòtics aminoglucosídics.

##### OppA com a antigen
OppA és un antigen capaç de generar respostes immunes en, com a mínim, models murins, porcs i humans, per la qual cosa hom n'ha suggerit l'ús en l'elaboració de vaccins. Si bé generalment l'exposició a la proteïna d'unió a oligopèptids genera una resposta serològica forta, l'efectivitat de la resposta immune secundària per a lluitar contra els patògens d'on l'OppA prové varia: si bé algun estudi ha demostrat una major resistència dels individus infectats que havien estat prèviament exposats a l'antígen, n'hi ha d'altres en què no s'ha observat cap millora del prospecte per als individus amb anticossos contra OppA.
Es coneix bé el seu paper en la resposta immunitària humana contra el bacteri grampositiu infecciós Moraxella catarrhalis. Almenys en aquest bacteri, les regions amb un paper antigènic més importants de la proteïna es troben en els seus terminals C i N. Conèixer les zones actives en atracció d'anticossos específics podria ajudar a desenvolupar vacunes i proves diagnòstiques per quantificar o estudiar les respostes immunes en assajos clínics.